# Never on Tuesday
Never on Tuesday (Brasil: Sedutores Seduzidos ) é um filme do gênero comédia, escrito e dirigido por Adam Rifkin. O filme foi lançado em VHS e distribuído pela Paramount Home Entertainment

## Elenco
- Claudia Christian como Tuesday
- Andrew Lauer como Matt
- Peter Berg como Marsh
- Dave Anderson como Zumbi
- Mark Garbarino como Zumbi
- Melvyn Pearls como Zumbi
- Brett Seals como Zumbi
- Nicolas Cage como Homem do carro esportivo vermelho
- Cary Elwes como motorista de caminhão
- Emilio Estevez como motorista de caminhão
- Charlie Sheen como Thief
- Adam Rifkin como William